# 谷思雨
谷 思雨（グー・シユ、Gu Siyu 、1993年2月11日 - ）は、中国の女子陸上競技選手。専門は砲丸投、円盤投。
ベトナムのハノイで開催された2010年アジアジュニア陸上競技選手権大会の砲丸投種目と円盤投種目で金メダルを獲得している。
2013年、ロシア・モスクワで開かれた世界選手権に円盤投で出場したが、予選で記録なしに終わっている。

## 自己ベスト
- 砲丸投 - 17m00（2011年4月23日、肇慶市）
- 円盤投 - 65m05（2011年4月24日、肇慶市）